# Fundación Zuloaga
La Fundación Zuloaga fue constituida por tres investigadores doctores, don Ignacio Suárez-Zuloaga Gáldiz, doña Margarita Ruyra de Andrade y don Juan Pablo Fusi Aizpurúa en Madrid, el 8 de febrero de 2008. La Fundación Zuloaga desarrolla sus actividades fundamentalmente con exposiciones de arte focalizadas en dar a conocer los valores humanos y artísticos que comprendieron la vida y obra de los miembros de la dinastía Zuloaga. Del mismo modo se encargan de “la investigación y difusión de la cultura, la historia y las tradiciones locales” por medio de diversas propuestas.

## Objetivos de la Fundación Zuloaga
De acuerdo con los Estatutos que la rigen, además de su inscripción en el Registro de Fundaciones del Ministerio de Cultura, figuran como propósitos los siguientes:
- «La investigación, desarrollo, actualización y divulgación de los valores humanos y artísticos que caracterizaron la vida y la obra de los miembros de la dinastía Zuloaga. Especialmente, su dedicación a la producción de obras de elevada factura técnica, la vinculación entre el País Vasco y Castilla, y la investigación y promoción de lo hispánico a nivel internacional».[3]

Y como fines instrumentales se enumeran:
- «La investigación y divulgación de las vidas y obras de los Zuloaga; la investigación y divulgación de la época en que vivieron, con especial énfasis en la historia del arte, la literatura, la ensayística y la política de las llamadas Generaciones del 98 y del 14; y la contribución a la creación de nuevas obras plásticas en línea con los valores zuloaguescos».[3]

## Santiago Etxea
La Fundación Zuloaga cuenta con la casa de Santiago Etxea. Se trata de una vivienda situada junto a las marismas de la localidad de Zumaia (País Vasco). El inmueble fue  proyectado por Ignacio Zuloaga al interesarse por ese arenal como asentamiento tras haber triunfado a nivel personal como profesional. El pintor ya era distinguido y contaba con los recursos suficientes para abordar un proyecto con esas características. El afán creativo del eibarrés se volcó así en la construcción, pero fueron varias las personas implicadas y gracias a las cuales fue posible llevarlo a cabo; desde los arquitectos Pedro Guimón y Teodoro Anasagasti, hasta el maestro de obras José María Alcorta, entre otros.
El lugar elegido fue una lengua de arena por entonces poco atractiva debido a los restos que había de plantas marinas. Sin embargo, según el arquitecto Pedro Guimón “[Zuloaga] Había puesto sus ojos en el arenal de Santiago hacía muchos años  […]  en aquel delicioso paraje, advirtieron la magnífica situación de la mencionada marisma y convinieron, en que la península que formaba era un sitio delicioso para levantar una residencia señorial”.
En este sentido, Ignacio compró el arenal de Santiago en una subasta pública de 1910. Decidió así ir asentando el terreno hasta generar una capa estable en la que edificar la casa. Pasaron tres años hasta que colocaron los primeros cimientos. De ese periodo se conserva la primera imagen de la casa con su tejado en agosto de 1913. Un año después la casa fue inaugurada el 14 de julio de 1914, apenas un par de semanas antes del estallido de la Primera Guerra Mundial.
En resumidas cuentas, Santiago Etxea es un espacio creado por el pintor eibarrés para el encuentro y para ser vivido; un sitio abierto a la investigación con una fototeca, una hemeroteca y un archivo epistolar. El mismo Ignacio Zuloaga escribió lo siguiente en una carta dirigida a Valentine Dethomas:  “Este lugar es la maravilla de las maravillas […] En fin, espero que nuestros descendientes estén contentos un día de tener esta casa y que la disfruten”.

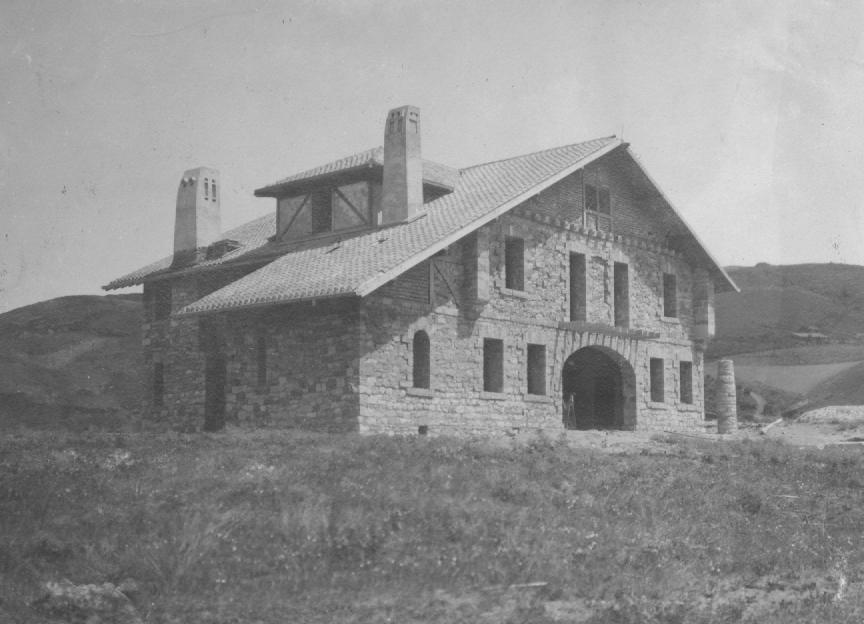
Santiago Etxea con tejado hacia 1913.

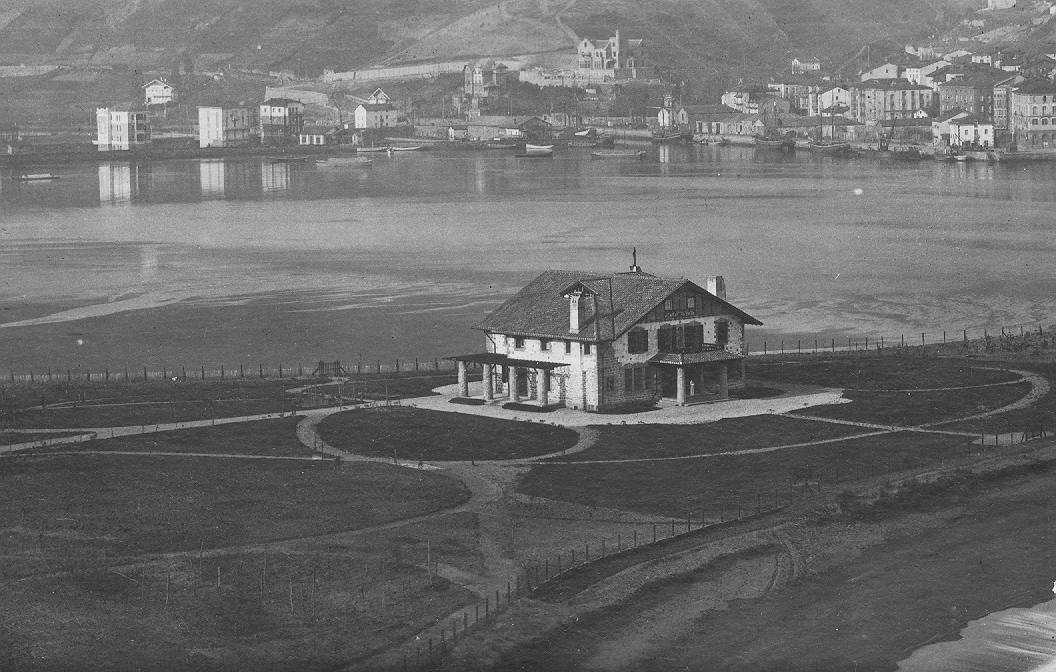
Vista de Santiago Etxea junto a las marismas en 1914

## Actividad
La Fundación Zuloaga se encarga de la expertización y valoración o tasación para obras y/o fondos documentales de los Zuloaga; del Archivo de la Fundación Zuloaga; de la realización de exposiciones mediante el proyecto Arte Para Todos; de la publicación de libros; de la difusión del patrimonio a través de redes sociales, etc.
El conocido ‘Archivo Zuloaga’ pasó a formar parte de la Fundación Zuloaga tras la donación de su anterior dueño, D. Ramón Suárez Zuloaga. El archivo se ubica en Santiago Etxea, la histórica casa de Ignacio Zuloaga en Zumaya, y conserva fuentes primarias para la consulta de investigadores, como el registro epistolar, hemeroteca, fototeca y biblioteca sobre los Zuloaga. Tanto la casa de `Santiago Etxea´, como los archivos, biblioteca y colección de armas y damasquinados, fueron también fruto del donativo del que fue presidente de Honor de la Fundación Zuloaga.
Entre las actividades que llevan a cabo destaca el Proyecto Arte Para Todos. Este consiste en llevar a distintas localidades españolas exposiciones basadas en los fondos de su colección. Entre sus exposiciones más destacadas están:
- «Zuloaga, entre lo gitano y el flamenco». Exposición temporal en el Hospital Real de Granada del 4 de marzo a 27 de mayo de 2022.[9]

- «Daniel Zuloaga. El Hechicero de la Cerámica». Exposición temporal en el Museo Pablo Gargallo de Zaragoza del 29 de abril al 17 de octubre de 2021.[10]

- «Zuloaga, Goya y Aragón: la fuerza del carácter». Exposición temporal en La Lonja de Mercaderes de Zaragoza del 6 de octubre de 2022 al 8 de enero de 2023.[11]

### Publicaciones
La Fundación Zuloaga, a raíz de sus investigaciones ha publicado varios libros en cooperación con académicos de todo el mundo, corroborando así su impulso en difundir la cultura.
- SUÁREZ ZULOAGA, Ramón (ed.): Los Zuloaga. Dinastía de artistas vascos. San Sebastián, Savasa, 1988.

- SUÁREZ-ZULOAGA GÁLDIZ, Ignacio: Vascos contra vascos. Una explicación ecuánime de dos siglos de luchas. Barcelona, Planeta, 2007.

- VV.AA.: When Spain fascinated America. Fundación Zuloaga, 2010.

- SUÁREZ-ZULOAGA GÁLDIZ, Ignacio: Zuloaga, Huntington, y la divulgación de España en EEUU / Zuloaga, Huntington, and the difusión of Spanish Culture in the United States. Fundación Zuloaga, 2017.

- VV.AA.: El verdadero Ignacio Zuloaga. Fundación Zuloaga, 2020.

- BELLIDO GANT, Mª. Luisa; GONZÁLEZ ALCANTUD, José Antonio; RUYRA DE ANDRADE, Margarita y SUÁREZ-ZULOAGA GÁLDIZ, Ignacio: Zuloaga, entre lo gitano y el flamenco. Universidad de Granada, 2022.